# Siren
"Siren" (サイレン, Sairen) je vodeći singl japanskog rock sastava Asian Kung-Fu Generation s njihovog drugog studijskog albuma Sol-fa. Singl je objavljen 4. veljače 2004., te se nalazio na 2. mjestu Oriconove ljestvice. Tekst pjesme je napisao Masafumi Goto. Na B-strani se nalazi pjesma gotovo identičnog imena "Siren#". 
Videospot za singl "Siren" je režirao Toshiaki Toyota. 

## Popis pjesama
1. "Siren" (サイレン, Sairen)
2. "Siren#" (サイレン#, Sairen#)

## Produkcija
- Masafumi Goto - vokal, gitara
- Kensuke Kita - gitara, prateći vokal
- Takahiro Yamada – bas, prateći vokal
- Kiyoshi Ijichi – bubnjevi
- Asian Kung-Fu Generation – producent

## Ljestvica
| Godina | Ljestvica | Najviša pozicija |
| ------ | --------- | ---------------- |
| 2004.  | Oricon    | 2                |